# 인돌
인돌(영어: indole)은 분자식이 C8H7N인 방향족 헤테로고리 유기 화합물이다. 인돌은 5원자 피롤 고리와 6원자 벤젠 고리가 융합된 두 개의 고리 구조를 가지고 있다. 인돌은 자연 환경에 널리 분포되어 있으며, 다양한 세균들에 의해 생성될 수 있다. 세포 간 신호 분자로서 인돌은 포자 형성, 플라스미드의 안정성, 약물에 대한 내성, 생물막 형성, 독력 등을 포함한 세균 생리의 다양한 측면들을 조절한다. 아미노산인 트립토판은 인돌의 유도체이며, 신경전달물질인 세로토닌의 전구물질이다.

## 같이 보기
- 인돌-3-뷰티르산
- 아이소인돌
- 아이소인돌린
- 스카톨 (3-메틸인돌)
- 트립타민